# Donis Escober
Donis Salatiel Escober Izaguirre (San Ignacio, 3 febbraio 1980) è un ex calciatore honduregno, di ruolo portiere.

## Carriera

### Nazionale
Ha esordito in nazionale nel 2002, prendendo parte anche a due edizioni dei mondiali, nel 2010 e nel 2014.

## Palmarès

### Club

#### Competizioni internazionali
- CONCACAF League: 1

CD Olimpia: 2017